# Sattajärvi, Pajala kommun
Inte att förväxla med Saittarova (tidigare Saittajärvi).
Sattajärvi är en ort väster om sjön Sattajärvi i Pajala distrikt i Pajala kommun. Bebyggelsen avgränsades av SCB till småort 1990, men uppdelades vid avgränsningen 2020 där denna del utgör den södra delen, medan den norra bildade en egen småort, Sattajärvi norr. Vid avgränsningen 2010 klassades en bebyggelse nordost om sjön till en småort som av SCB gavs namnet Sattajärvi norra. 

## Historia
Byn grundades 1688 av Olof Olofsson Vuopio-Satta av birkarlssläkten Pajanen.

### Befolkningsutveckling
| Befolkningsutvecklingen i Sattajärvi 1950–2015                                                                                                  | Befolkningsutvecklingen i Sattajärvi 1950–2015 | Befolkningsutvecklingen i Sattajärvi 1950–2015 | Befolkningsutvecklingen i Sattajärvi 1950–2015 | Befolkningsutvecklingen i Sattajärvi 1950–2015 |
| --- | ---------------------------------------------- | ---------------------------------------------- | ---------------------------------------------- | ---------------------------------------------- |
| |                                                |                                                |                                                |                                                |
| År |                                                |                                                | Folkmängd                                      | Areal (ha)                                     |
| 1950 | 1950                                           |                                                | 408                                            | ##                                             |
| 1990 | 1990                                           |                                                | 133                                            | 44#                                            |
| 1995 | 1995                                           |                                                | 131                                            | 39#                                            |
| 2000 | 2000                                           |                                                | 143                                            | 39#                                            |
| 2005 | 2005                                           |                                                | 123                                            | 38#                                            |
| 2010 | 2010                                           |                                                | 125                                            | 38#                                            |
| 2015 | 2015                                           |                                                | 127                                            | 41#                                            |
| Anm.: Ej tätort 1960. Det är okänt vilka gränser tätorten Sattajärvi hade 1950. ## Som tätort/befolkningsagglomeration 1920–1950. # Som småort. |                                                |                                                |                                                |                                                |

På grund av förändrat dataunderlag hos Statistiska centralbyrån så är småortsavgränsningarna 1990 och 1995 inte jämförbara. Befolkningen den 31 december 1990 var 118 invånare inom det område som småorten omfattade 1995.

## Samhället

### Sattajärvi från 1660 till 2000-talet
Omkring 1680 antas den första invånaren, Olof Olsson Vuopio-Satta från Pajala ha kommit till Sattajärvi. Han tillhörde släkten Pajanen, som grundade Pajala 1587. Olof startade ett nybygge, det som idag är Välivaara 12 i Vanhavainio öster om sjön.   Idag kan man knappt skönja den första husgrunden i Vanhavainio.   Nybygget övertogs av Olofs brorson Olof Andersson Niva-Satta 1709-10. Året därpå lämnade han byn och nybygget var öde fram till 1730-talet. Då bosatte sig här Olof Anderssons brorson Mats Hindersson-Vuopio. 1734 omnämns han för första gången i Sattajärvi. Han hade inga barn, men släktingen Cajsa Henriksdotter-Vuopio som gifte sig med Mickel Mickelsson Kyrö-Satta, tog över gården under 1750-talet. Mickel kom från Kolari och var av birkarlasläkt.     Tydligen hade Mickelsson god ekonomi, då han var en av de få i Tornedalen som år 1783 kunde betala hela sin skuld 229 riksdaler till köpmannen Enberg i Torneå för tidigare köp av foder och salt.     Enligt en sägen i byn ska någon av byns invånare ha hört ljud från koskällor på andra sidan av sjön. Det togs som ett tecken på att det var bättre jordmån på andra sidan sjön och därför flyttades gården till det som kom att kallas Kaltionpaikka. Här fanns en kallkälla och därav namnet. Kring det här nybygget kom övre delen av byn, Ylipää, att växa upp.  Av parets sex barn stannade två i Sattajärvi, Anders och Per. Johan flyttade till Kirnujärvi och Brita till Norge. Mickel for till Sieppijärvi och där är släktnamnet Satta vanligt. Om Samuel finns inga uppgifter.   Paret Mickelsson levde till hög ålder – Mickel blev 98 år och Cajsa blev 100 år. Det skulle dröja till 2008 innan byn fick fira sin nästa hundraåring, Hilda Josefina Petäjävaara . Den första gång som någon uppges bo i Välivaara är Jeremias Larsson Tupojärvi år 1780.    
Många av byns nuvarande invånare tillhör laestadianismen.
Mer information om byn finns att hämta via böckerna som Tornedalen Släktforskarförening och Sattajärvi Hembygdsförening publicerat. Första boken: Sattajärvi - en lååång historia byn, ISBN 978-91-637-3044-3,  Andra  boken: en lång historia del 2.  ISBN 978 91-984227-8-8

## Näringsliv
I Sattajärvi finns företaget Kero, grundat 1929, som bedriver garveri och skomakeri. I byn finns också ett garverimuseum.
Byn har många små företagare som samarbetar inte minst inom byggsektorn, golvläggning, kakel o klinker, fönsterrenoveringar  och byten, bilverkstad, entreprenad, snöplogning, mfl. 

## Sport
Sedan 2010 finns en alpinanläggning med fyra nedfarter på berget Palovaara i byn. Det är den första anläggningen för utförsåkning i Pajala kommun. Det finns även ett belyst och pistat  4,3 km skidspår.